# Encino Solo
Encino Solo är en ort i Mexiko.   Den ligger i kommunen Tamazunchale och delstaten San Luis Potosí, i den sydöstra delen av landet, 200 km norr om huvudstaden Mexico City. Encino Solo ligger 198 meter över havet och antalet invånare är 408.
Terrängen runt Encino Solo är kuperad åt sydväst, men åt nordost är den platt. Runt Encino Solo är det ganska tätbefolkat, med 86 invånare per kvadratkilometer. Närmaste större samhälle är Tamazunchale, 7,3 km väster om Encino Solo. I omgivningarna runt Encino Solo växer huvudsakligen savannskog.